# Wer nur den lieben Gott läßt walten (Gade)
Wer nur den lieben Gott läßt walten is een tweetal composities van Niels Gade. De Deense titel luidt Hvo ikkun lader Herren råde. Het is basis niet zijn eigen werk maar een arrangement voor orgel van het kerklied met dezelfde titel geschreven door Georg Neumark. Gade schreef twee arrangementen in 1852. De tempi verschillen daarbij aanmerkelijk. De langzame variant (langsomt) duurt bijna een minuut langer dan de snelle (2;13 en 1:25 volgens uitgave Ligia).